# Чорний нарцис
«Чорний нарцис» (англ. Black Narcissus) — британська психологічна драма 1947 року, поставлена режисерами Майклом Пауеллом та Емериком Прессбургером за однойменним романом (1939) британської письменниці Румер Годден. Прем'єра стрічки відбулася за декілька місяців до проголошення незалежності Індії. На думку Дейва Кера, у той час фільм сприймався як прощання з Британською імперією.
«Чорний нарцис» отримав визнання за новаторство в технічному плані — оператор Джек Кардіфф наповнив фільм яскравими кольорами, що принесло картині премію Американській кіноакадемії за найкращу операторську роботу, за найкращу роботу художника-постановника і премію Золотий глобус за найкращу операторську роботу .

## Сюжет
Сестра Клода на чолі невеликої групи черниць з ордену Послушниць Марії Калькуттської направлена в саме серце Гімалаїв, в палац Мону, наданий ордену індійським генералом для облаштування там диспансеру і школи. Колись у цьому палаці розміщувався гарем батька генерала. Це справжнє «орлине гніздо», нависле над порожнечею на висоті 8000 футів (майже 2,5 км). Англійський резидент містер Дін категорично проти заснування монастиря в цьому місці і пророкує, що незабаром черницям доведеться звідси поїхати. Серед вихованців — 17-річна сирота, знехтувана чоловіком, і молодий принц, надушений одеколоном «Чорний нарцис», який він замовив з Лондона. Принц добився дозволу навчатися в цій школі, призначеній, в принципі, для дівчат і маленьких хлопчиків.
Висота, чисте повітря, аромати, дивовижний колорит і чуттєвість, розчинена в цих краях, змінять і перевернуть внутрішній розпорядок життя сестер, особливо — сестри Клоди, у якої з'явилася безліч часу і приводів подумати про минуле. Вона любила молодого чоловіка, була заручена з ним, а він поїхав до Америки. Сестра Рут закохана в Діна і звинувачує Клоду в тому ж. Вона хоче вийти з ордену. Переодягнувшись у мирське вбрання, Рут накладає макіяж і приходить до Діна, щоб освідчитися йому в коханні. Потім вона намагається зіштовхнути у прірву сестру Клоду, коли та б'є у дзвін на площі: але спроба обертається невдачею, і Рут сама падає, розбиваючись на смерть. Після цієї події сестри остаточно покидають палац, коли починається сезон дощів.

## У ролях
| • Дебора Керр   | … | сестра Клода    |
| • Флора Робсон  | … | сестра Філіппа  |
| • Дженні Лерд   | … | сестра Гані     |
| • Джудіт Ферс   | … | сестра Брайоні  |
| • Кетлін Байрон | … | сестра Рут      |
| • Есмонд Найт   | … | старий генерал  |
| • Сабу          | … | молодий генерал |
| • Дейвід Фаррар | … | містер Дін      |
| • Джин Сіммонс  | … | Канчі           |

## Знімальна група
- Автори сценарію — Майкл Пауелл, Емерик Прессбургер (за однойменним романом Маргарет Румер Годден)
- Режисери-постановники — Майкл Пауелл
Емерик Прессбургер
- Продюсери — Майкл Пауелл, Емерик Прессбургер
- Асистент продюсера — Джордж Р. Басбі
- Оператор — Джек Кардіфф
- Композитор — Браян Ісдейл[en]
- Монтаж — Реджинальд Міллз
- Художник-постановник — Альфред Юнге
- Художник по костюмах — Гейн Гекрот
- Звук — Стенлі Лембурн
- Підбір акторів — Адель Реймонд

## Виробництво
Індія у фільму була побудована в декораціях на студії в Пайнвуді і в садах Леонардслі в Сассексі. Рішення залишитися в Англії спочатку здивувало і розчарувало знімальну групу, що розраховувала на захоплюючу експедицію, але режисер Майкл Пауелл, за згодою художника по декораціях Альфреда Юнге, вирішив, що це єдиний спосіб добитися повного контролю над творчим процесом.

## Нагороди та номінації
| Список нагород та номінацій      | Список нагород та номінацій | Список нагород та номінацій            | Список нагород та номінацій | Список нагород та номінацій | Список нагород та номінацій |
| Кінопремія                       | Рік                         | Категорія                              | Номінант(и)                 | Результат                   |                             |
| -------------------------------- | --------------------------- | -------------------------------------- | --------------------------- | --------------------------- | --------------------------- |
| Спільнота кінокритиків Нью-Йорка | 1947                        | Найкраща акторка                       | Дебора Керр                 | Номінація                   |                             |
| Спільнота кінокритиків Нью-Йорка | 1947                        | Найкраща акторка                       | Кетлін Байрон               | 3-є місце                   |                             |
| Премія «Оскар»                   | 1948                        | Найкращий оператор                     | Джек Кардіфф                | Перемога                    |                             |
| Премія «Оскар»                   | 1948                        | Найкраща робота художника-постановника | Альфред Юнге                | Перемога                    |                             |
| Премія Золотий глобус            | 1948                        | Найкращий оператор                     | Джек Кардіфф                | Перемога                    |                             |